# ローズマリー (バンド)
ローズマリー（ROSEMARIE、1972年：結成 - ）は、日本のロックバンドである。

## 略歴・概要
福井利男は1971年5月のオックス解散後、ローズマリーの前身バンド「ピープル」を結成して活動を開始した。
メンバーには、オックスの先輩「キングス」の上田耕三も加わり、また元オックスの岡田志郎も、半年後の1971年11月にこのグループに参加している。
1972年4月、ワーナー・パイオニアから「恋人たち」というシングルでデビューした。
1973年（昭和48年）、ピープルから岡田と福井と愛川かつみが残り、元ロック・パイロットの中尾喜紀、元オリーブの上原おさむ、東冬木（現：モト冬樹）、武田泰といった4人の新メンバーを加え、「ローズマリー」を結成。楽曲およびバンドの演出にグループサウンズの名残があったことから、同時期に活動していたチャコとヘルスエンジェルと共に1970年代グループ・サウンズと呼ばれることも。
同年8月、トリオ・レコードからデビューシングル「あいつに気をつけろ！／ROSEMARIE」をリリースしたが、アルバムの発売前にドラムの武田が脱退、リード・ギターを担当していた岡田がドラムを担当することに。と同時にサイド・ギターの東冬木がリード・ギターになり、新たなサイド・ギターとして仲原克彦が加入。その後トリオ・レコードで三枚のシングルと一枚のアルバムをリリースしたが、大きなヒットには結びつかなかった。
1974年、愛川（エディ砂川に改名）・中尾・上原・東冬木の4人が脱退し、ジュテームを結成する。
1976年、岡田と福井を除いたメンバー全てを入れ替えてフィリップス・レコードに移籍、6月にクック・ニック&チャッキーのヒット曲のリメイクカバー「可愛いいひとよ」をリリース。伊丹サチオと弾ともやの二人の元アイドルを前面に押し出し、ベイ・シティ・ローラーズを意識したタータンチェックの衣装で再起を図るが、大きなヒットには結びつくことはなかった。
以降もメンバーチェンジをくりかえしながら、現在も存続している。

## メンバー

### ピープル（ワーナー・パイオニア）時代
- 福井利男（ベース）
- 岡田志郎（ギター）
- 愛川かつみ（ボーカル、フルート、パーカッション）
- 上田耕三（ボーカル、ギター）
- 牧ツトム（ドラムス）
- ポール・ナギノ（キーボード）

### ローズマリー（トリオ・レコード）時代
- 福井利男（ベース）
- 岡田志郎（ギター）※武田泰の脱退後はドラムス担当。
- 愛川かつみ（ボーカル、フルート、パーカッション）
- 中尾喜紀（ボーカル）
- 東冬木（ギター、メロトロン）※後のモト冬樹。
- 上原おさむ（キーボード）
- 武田泰（ドラムス）※アルバム発売前に脱退。
- 仲原克彦（ボーカル、ギター）※武田泰の脱退後に加入。

### ローズマリー（フィリップス・レコード）時代
- 福井利男（ベース）
- 岡田志郎（ギター）※「グッバイ・ヘンリー」リリース時に病気療養の為、脱退。
- 堀としゆき（キーボード）※現在は「遠山裕」名義で「森本タローとスーパースター」のメンバーとして活躍中。
- 夕己ハルオ（ドラムス）
- 伊丹サチオ（ボーカル）※ 伊丹幸雄
- 弾ともや（ボーカル）※後の生沢佑一。
- 仲原克彦（ギター）※岡田志郎の脱退後にサポートメンバーとして、参加。

### TEN名義（徳間音楽工業）時代
- 福井利男（ギター）
- 仲村正明（ボーカル）※トリオ・レコード時代は「中尾喜紀」だった。
- 市川克（ボーカル）※トリオ・レコード時代は「仲原克彦」だった。
- 遠山裕（キーボード）※フィリップス・レコード時代は「堀としゆき」名義。現在は「森本タローとスーパースター」のメンバーとして活躍中。
- 夕己ハルオ（ドラムス）
- 伊藤重雄（ベース）

### ローズマリー（ビクターレコード）ビクター音産委託/自主製作盤　時代
- 市川明義（ボーカル）
- 発地伸男（ギター・コーラス）
- 夕己ハルオ（ドラムス）
- 水野シロー（ボーカル）※現在の「柳田シロー」。
- 伊藤重雄（ベース）
- 青柳克紀（キーボード・コーラス）※元ミッシェル。
- 福井利男（プロデュース）

### ローズマリー（コロムビア）時代
- 夕己ハルオ（ドラムス）
- 柳田シロー（ボーカル）
- 伊藤重雄（ベース）
- 松田健美（ギター、キーボード、ボーカル）
- 発地伸夫（ギター）
- 青柳克紀（キーボード）

### 2007年以降（ラビアン・ローズ名義）
- 柳田シロー（ボーカル）
- Aki（ギター）
- B.Boo（ベース）
- Dr.trusa（ドラムス）

## ディスコグラフィ

### シングル
| #                    | 発売日               | A/B面                | タイトル                              | 作詞                 | 作曲                 | 編曲                 | 規格品番             |
| ピープル 名義        | ピープル 名義        | ピープル 名義        | ピープル 名義                         | ピープル 名義        | ピープル 名義        | ピープル 名義        | ピープル 名義        |
| ワーナー・パイオニア | ワーナー・パイオニア | ワーナー・パイオニア | ワーナー・パイオニア                  | ワーナー・パイオニア | ワーナー・パイオニア | ワーナー・パイオニア | ワーナー・パイオニア |
| -------------------- | -------------------- | -------------------- | ------------------------------------- | -------------------- | -------------------- | -------------------- | -------------------- |
| 1                    | 1972年 4月           | A面                  | 恋人たち                              | 橋本淳               | 筒美京平             | 筒美京平             | L-1082A              |
| 1                    | 1972年 4月           | B面                  | 13月の青い森                          | うさみかつみ         | 佐瀬寿一             | 葵まさひこ           | L-1082A              |
| ローズマリー 名義    |                      |                      |                                       |                      |                      |                      |                      |
| トリオ・レコード     |                      |                      |                                       |                      |                      |                      |                      |
| 1                    | 1973年 8月           | A面                  | あいつに気をつけろ!                   | 岡田冨美子           | 加瀬邦彦             | 井上堯之             | 3A-106               |
| 1                    | 1973年 8月           | B面                  | ROSEMARIE                             | L.Rhee               | 加瀬邦彦             | 井上堯之             | 3A-106               |
| 2                    | 1974年 4月           | A面                  | ふたりの休日                          | 安井かずみ           | 穂口雄右             | 穂口雄右             | 3A-122               |
| 2                    | 1974年 4月           | B面                  | 悲しい旅                              | なかにし礼           | 穂口雄右             | 穂口雄右             | 3A-122               |
| 3                    | 1974年 7月           | A面                  | センチメンタル急行                    | 松本隆               | 穂口雄右             | 穂口雄右             | 3A-127               |
| 3                    | 1974年 7月           | B面                  | はじめての朝                          | 松本隆               | 穂口雄右             | 穂口雄右             | 3A-127               |
| 4                    | 1974年 12月          | A面                  | 傷心                                  | 松本隆               | 馬飼野康二           | 馬飼野康二           | 3A-129               |
| 4                    | 1974年 12月          | B面                  | 一枚の銅貨                            | 松本隆               | 馬飼野康二           | 馬飼野康二           | 3A-129               |
| フィリップス         |                      |                      |                                       |                      |                      |                      |                      |
| 5                    | 1976年 6月           | A面                  | 可愛いいひとよ                        | 阿久悠               | 大野克夫             | 深町純               | FS-2014              |
| 5                    | 1976年 6月           | B面                  | 恋は火の鳥                            | 岡田冨美子           | T.Eyers              | 深町純               | FS-2014              |
| 6                    | 1976年 10月          | A面                  | ラブ・ミー・ライク・ アイ・ラブ・ユー | 岡田冨美子           | S.Woods              | ローズマリー         | FS-2029              |
| 6                    | 1976年 10月          | B面                  | ロックン・ロール・ ラブ・レター       | 岡田冨美子           | T.Moors              | ローズマリー         | FS-2029              |
| 7                    | 1977年 3月           | A面                  | グッバイ・ヘンリー                    | 麻生香太郎           | あかのたちお         | あかのたちお         | FS-2044              |
| 7                    | 1977年 3月           | B面                  | 悲しきミツバチ                        | 麻生香太郎           | あかのたちお         | あかのたちお         | FS-2044              |
| 日本コロムビア       |                      |                      |                                       |                      |                      |                      |                      |
| 8                    | 1988年 1月21日       | A面                  | Sunset Street                         | 松本康路             | ローズマリー         | 遠山裕               | AH-901               |
| 8                    | 1988年 1月21日       | B面                  | あなたと揺れて                        | 松本康路             | 遠山裕               | 遠山裕               | AH-901               |
| TEN 名義             |                      |                      |                                       |                      |                      |                      |                      |
| CLIMAX RECORDS       |                      |                      |                                       |                      |                      |                      |                      |
| 1                    | 1981年 5月           | A面                  | 夢のシンガポール                      | 星加ルミ子           | W.Stein W.Jass       | 中島正雄             | CMA-2004             |
| 1                    | 1981年 5月           | B面                  | I STILL LOVE YOU                      | 夕己治雄             | 遠山裕               | 中島正雄             | CMA-2004             |
| 2                    | 1982年 3月           | A面                  | ハチのムサシは死んだのさ              | 内田良平             | 平田隆夫             | 遠山裕               | CMA-2024             |
| 2                    | 1982年 3月           | B面                  | （英語バージョン）                    | P.Barakan            | 平田隆夫             | 遠山裕               | CMA-2024             |

### アルバム
1. あいつに気をつけろ！（1973年11月21日 トリオ・レコード） （CD版：『あいつに気をつけろ！＋6』〈2014年6月18日　ウルトラ・ヴァイヴ〉）
  1. あいつに気をつけろ！
  2. 俺のあいつ
  3. 青春の痛み
  4. 可愛い悪魔
  5. ゴーイング・マイ・ロード
  6. 愛はときめく
  7. 出来ごころ
  8. マック・ラ・ヤミ
  9. セシール
  10. 哀愁の協奏曲
  11. ROSEMARIE
  12. 麗しの面影
  13. ふたりの休日（『～＋6』で追加収録）
  14. 悲しい旅（『～＋6』で追加収録）
  15. センチメンタル急行（『～＋6』で追加収録）
  16. はじめての朝（『～＋6』で追加収録）
  17. 傷心(いたみ)（『～＋6』で追加収録）
  18. 一枚の銅貨 （『～＋6』で追加収録）

## 関連事項
- オックス
- ロック・パイロット